# INO80C
INO80C (англ. INO80 complex subunit C) – білок, який кодується однойменним геном, розташованим у людей на короткому плечі 18-ї хромосоми. Довжина поліпептидного ланцюга білка становить 192 амінокислот, а молекулярна маса — 20 643.
| 10         |  | 20         |  | 30         |  | 40         |  | 50         |
| ---------- |  | ---------- |  | ---------- |  | ---------- |  | ---------- |
| MAAQIPIVAT |  | TSTPGIVRNS |  | KKRPASPSHN |  | GSSGGGYGAS |  | KKKKASASSF |
| AQGISMEAMS |  | ENKMVPSEFS |  | TGPVEKAAKP |  | LPFKDPNFVH |  | SGHGGAVAGK |
| KNRTWKNLKQ |  | ILASERALPW |  | QLNDPNYFSI |  | DAPPSFKPAK |  | KYSDVSGLLA |
| NYTDPQSKLR |  | FSTIEEFSYI |  | RRLPSDVVTG |  | YLALRKATSI |  | VP         |

A: Аланін

D: Аспарагінова кислота

E: Глутамінова кислота

F: Фенілаланін

G: Гліцин

H: Гістидин

I: Ізолейцин

K: Лізин

L: Лейцин

M: Метіонін

N: Аспарагін

P: Пролін

Q: Глутамін

R: Аргінін

S: Серин

T: Треонін

V: Валін

W: Триптофан

Задіяний у таких біологічних процесах, як транскрипція, регуляція транскрипції, пошкодження ДНК, репарація ДНК, рекомбінація ДНК, альтернативний сплайсинг. 
Локалізований у ядрі.